# Monneellus rhodopus
Monneellus rhodopus är en skalbaggsart som först beskrevs av Bates 1870.  Monneellus rhodopus ingår i släktet Monneellus och familjen långhorningar. Inga underarter finns listade i Catalogue of Life.